# Luciano Taccone
Luciano Franco Taccone, noto anche come Lucho (Quilmes, 29 maggio 1989), è un triatleta argentino, campione continentale ai campionati panamericani di Buenos Aires 2016 e vincitore della medaglia di bronzo ai XVIII Giochi panamericani di Lima 2019. Ha rappresentato l'Argentina ai Giochi olimpici estivi di Rio de Janeiro 2016, classificandosi quarantottesimo nella prova individuale.

## Palmarès
- Giochi panamericani

Lima 2019: bronzo nell'individuale;
- Campionati panamericani

Buenos Aires 2016: oro nell'individuale;